# فورد 1955
فورد 1955 (بالإنجليزية: 1955 Ford) هي سيارة من صناعة شركة فورد أنتجت في 1955.

## معرض صور

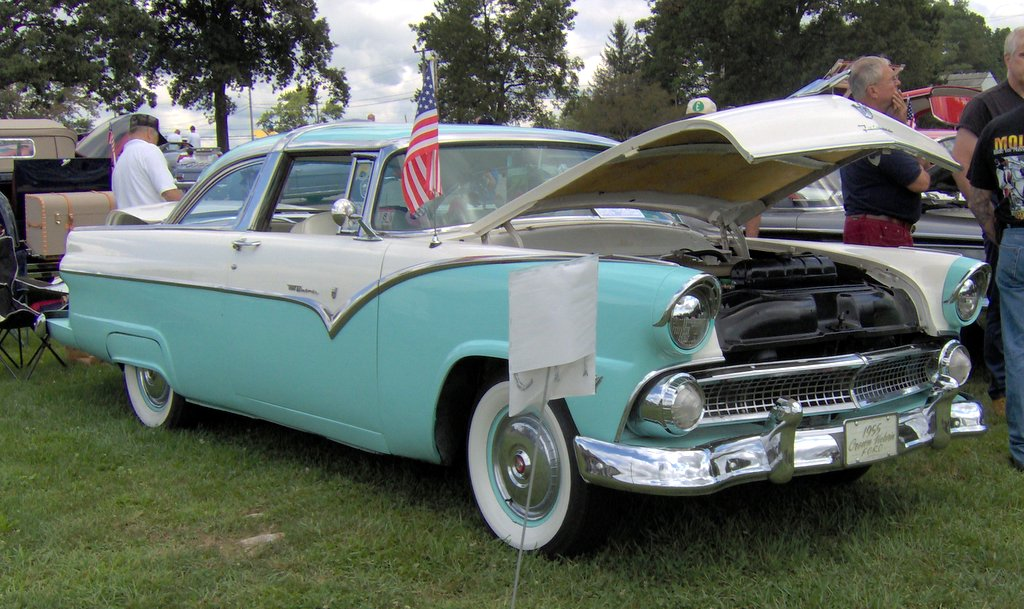
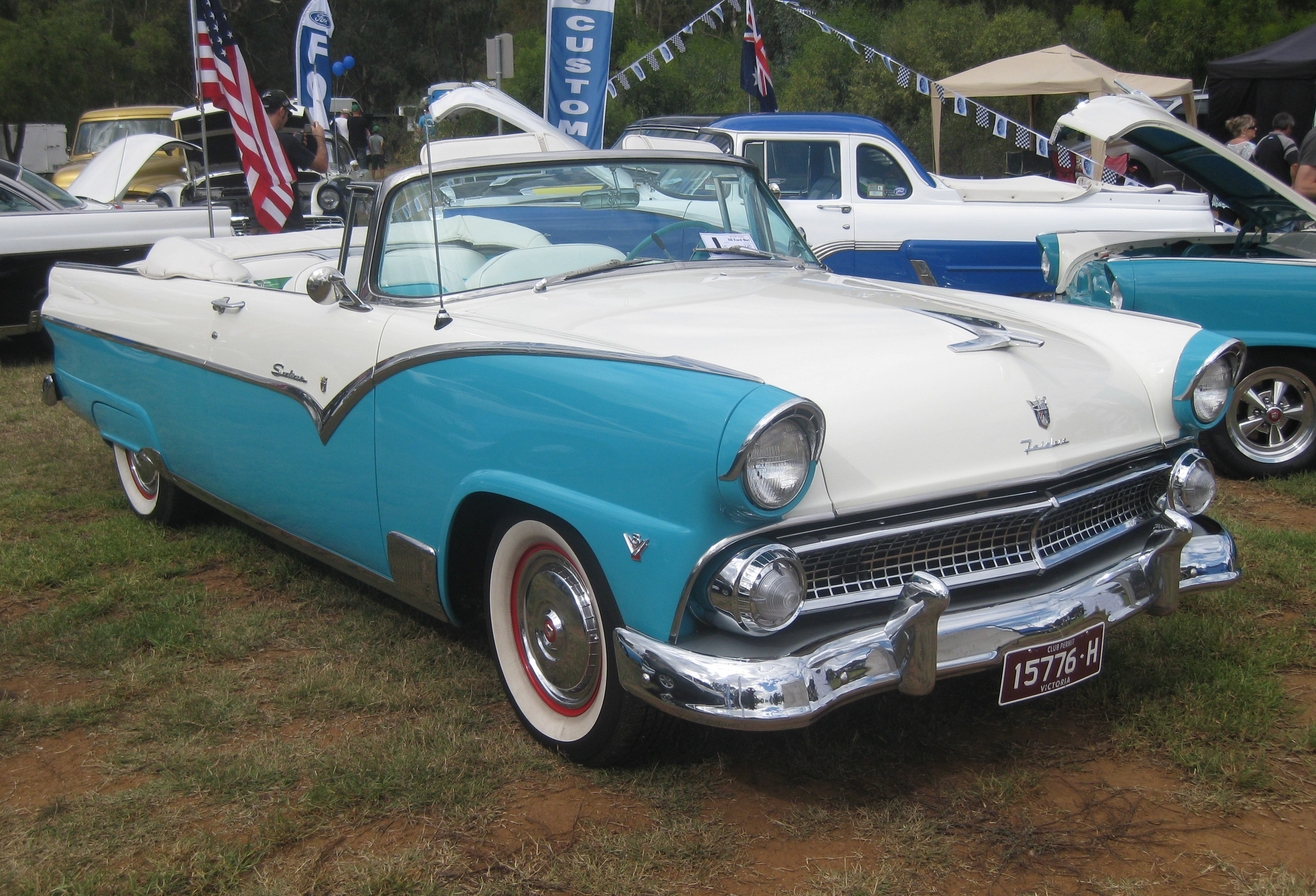
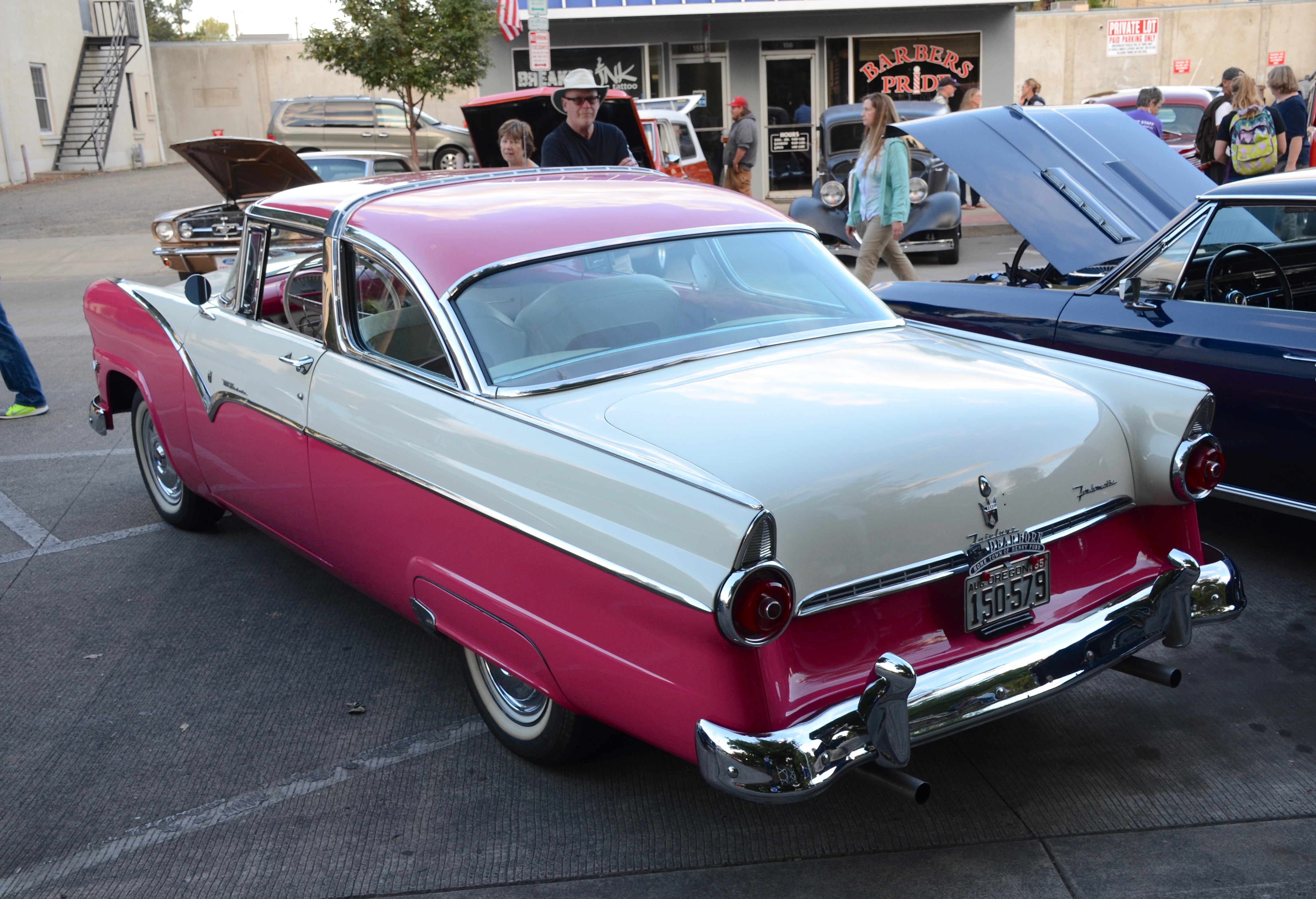